# Finale Coppa Italia 2014
De finale van de Coppa Italia van het seizoen 2013/14 werd gehouden op 3 mei 2014 in het Stadio Olimpico in Rome. Napoli versloeg Fiorentina met 1-3. Het was de vijfde keer dat Napoli de beker in ontvangst mocht nemen.
De Belgische middenvelder Dries Mertens mocht na 64 minuten invallen voor Napoli. In de 92e minuut scoorde hij het laatste doelpunt van de finale.

## Schietpartij in Rome
Voor de finale vond er een schietpartij plaats in Rome, waarbij een politieagent en een supporter van Napoli gewond raakten. In het stadion raakte ook een brandweerman gewond door een vuurpijl. Na lang overleg tussen de aanhang van Napoli, aanvoerder Marek Hamšík en de organisatoren werd besloten om de wedstrijd 45 minuten later dan gepland te starten. De betrokken supporter van Napoli overleed op 25 juni 2014 aan zijn verwondingen.

## Wedstrijd
Napoli begon het best aan de finale. Lorenzo Insigne, die in de basis startte ten koste van Dries Mertens, bedankte zijn coach voor het vertrouwen door twee keer te scoren in de eerste helft. Bij zijn eerste doelpunt rondde de linksbuiten een tegenaanval, die door Marek Hamšík werd opgezet, af met een gericht schot: 0-1 Zes minuten later was de Italiaan opnieuw trefzeker. Na balverlies van Fiorentina op het middenveld snelde Gonzalo Higuaín richting strafschopgebied. De Argentijnse spits probeerde Hamšík aan te spelen, maar het leer rolde voorbij de Slovaak richting Isigne, die zijn schot via verdediger Nenad Tomović in doel zag verdwijnen: 0-2. Nadien eiste vooral Fiorentina de bal op en kwam het team van coach Vincenzo Montella beter in de wedstrijd. Een diepe bal werd door Josip Iličić verlengd tot bij Juan Manuel Vargas, die in tegenstelling tot zijn aanvoerder Manuel Pasqual, geen buitenspel stond. De linksvoetige Peruviaan aarzelde niet en plaatste de bal met een hard vluchtschot in de benedenhoek: 2-1.
In de tweede helft grepen beide trainers tactisch in. Montella haalde er een verdediger uit en bracht er met Matías Fernández een creatieve middenvelder in. Twintig minuten later mocht ook publiekslieveling Giuseppe Rossi invallen. Voor de aanvaller was het zijn eerste wedstrijd sinds zijn zware knieblessure in januari 2014. Rafael Benítez haalde Hamšík en Higuaín naar de kant en liet Mertens en Goran Pandev invallen. Toen Gökhan Inler na 79 minuten zijn tweede gele kaart kreeg, voerde de Spaanse coach van Napoli zijn laatste wissel door. Hij verving doelpuntenmaker Isigne door de meer verdedigend ingestelde Valon Behrami. Voor Benítez' collega Montella het signaal om zijn laatste troef uit te spelen; na 83 minuten bracht hij spits Alessandro Matri in. Een minuut later kreeg Iličić een grote kans. Hij verscheen alleen voor Pepe Reina, maar plaatste de bal met zijn linker naast de verste paal. Uiteindelijk was het Napoli dat met een man minder nog eens wist te scoren. Mertens rondde een aanval beheerst af door de bal naast doelman Neto binnen te schuiven: 1-3.

### Wedstrijddetails
|                        |            |       |                                |                                                               |
| 3 mei 2014 21:45 UTC+2 | Fiorentina | 1 – 3 | Napoli                         | Stadio Olimpico, Rome Scheidsrechter: Daniele Orsato (Italië) |
| 3 mei 2014 21:45 UTC+2 | Vargas 28' |       | 11', 17' Insigne 90+2' Mertens | Stadio Olimpico, Rome Scheidsrechter: Daniele Orsato (Italië) |

| Fiorentina | Napoli |

| Fiorentina:       |    |                    |         |
|                   |    |                    |         |
| GK                | 1  | Neto               |         |
| RB                | 40 | Nenad Tomović      | 47'     |
| CB                | 2  | Gonzalo Rodríguez  |         |
| CB                | 15 | Stefan Savić       |         |
| LB                | 23 | Manuel Pasqual     | 56'     |
| RM                | 10 | Alberto Aquilani   |         |
| DM                | 7  | David Pizarro      |         |
| LM                | 66 | Juan Manuel Vargas |         |
| RF                | 17 | Joaquín            | 72'     |
| AM                | 20 | Borja Valero       | 10'     |
| LF                | 72 | Josip Iličić       | 40'     |
| Wisselspelers:    |    |                    |         |
| MF                | 14 | Matías Fernández   | 56' 65' |
| FW                | 49 | Giuseppe Rossi     | 72'     |
| FW                | 32 | Alessandro Matri   | 83'     |
| Coach:            |    |                    |         |
| Vincenzo Montella |    |                    |         |

| Napoli:        |    |                    |         |
|                |    |                    |         |
| GK             | 25 | José Manuel Reina  | 81'     |
| RB             | 4  | Henrique           |         |
| CB             | 21 | Federico Fernández |         |
| CB             | 33 | Raúl Albiol        | 36'     |
| LB             | 31 | Faouzi Ghoulam     |         |
| CM             | 88 | Gökhan Inler       | 50' 79' |
| CM             | 8  | Jorginho           |         |
| RW             | 7  | José Callejón      |         |
| AM             | 17 | Marek Hamšík       | 64'     |
| LW             | 24 | Lorenzo Insigne    | 78' 81' |
| CF             | 9  | Gonzalo Higuaín    | 71'     |
| Wisselspelers: |    |                    |         |
| MF             | 14 | Dries Mertens      | 64'     |
| FW             | 19 | Goran Pandev       | 71'     |
| MF             | 85 | Valon Behrami      | 81'     |
| Coach:         |    |                    |         |
| Rafael Benítez |    |                    |         |

Gonzalo Rodríguez kreeg de aanvoerdersband na de wissel van Manuel Pasqual.

Gökhan Inler kreeg de aanvoerdersband na de wissel van Marek Hamšík. Na de uitsluiting van Inler ging de band van Lorenzo Insigne naar Valon Behrami.
1922 ·
1923–1935 ·
1936 ·
1937 ·
1938 ·
1939 ·
1939 ·
1939 ·
1939 ·
1939 ·
1944–1957 ·
1958 ·
1959 ·
1960 ·
1961 ·
1962 ·
1963 ·
1964 ·
1965 ·
1966 ·
1967 ·
1968 ·
1969 ·
1970 ·
1971 ·
1972 ·
1973 ·
1974 ·
1975 ·
1976 ·
1977 ·
1978 ·
1979 ·
1980 ·
1981 ·
1982 ·
1983 ·
1984 ·
1985 ·
1986 ·
1987 ·
1988 ·
1989 ·
1990 ·
1991 ·
1992 ·
1993 ·
1994 ·
1995 ·
1996 ·
1997 ·
1998 ·
1999 ·
2000 ·
2001 ·
2002 ·
2003 ·
2004 ·
2005 ·
2006 ·
2007 ·
2008 ·
2009 ·
2010 ·
2011 ·
2012 ·
2013 ·
2014 ·
2015 ·
2016 ·
2017 ·
2018 ·
2019 ·
2020 .
2021 .
2022 .
2023 .
2024 .